# Assaad Elias Kattan
Assaad Elias Kattan (* 1967 in Beirut, Libanon) ist ein orthodoxer Theologe.

## Leben
Assaad Elias Kattan studierte von 1985 bis 1990 an der Universität Balamand im Libanon christlich-orthodoxe Theologie. Danach machte er Aufbaustudien in Thessaloniki (Griechenland), Erlangen und Marburg. Im Jahr 2000 wurde er an der Universität Marburg mit einer Arbeit über das Thema „Verleiblichung und Synergie“ promoviert.
Seit 1999 ist er freier Mitarbeiter der libanesischen Tageszeitung „an-Nahar“. Ferner ist er seit 2006 theologischer Mitarbeiter der Arbeitsgemeinschaft Christlicher Kirchen in Deutschland (ACK).

## Wissenschaftlicher Werdegang
Von 2002 bis 2004 arbeitete Kattan als Assistenzprofessor am „Institut für Geschichte, Archäologie und Erbe des Vorderen Orients“ der Universität Balamand, danach bis 2005 als Fellow am Wissenschaftskolleg zu Berlin, wo er die Rezeption moderner Hermeneutik in islamischen Kreisen nach dem libanesischen Bürgerkrieg (1975–1990) untersuchte.
2005 wurde er Inhaber des Lehrstuhles für christlich-orthodoxe Theologie am Centrum für Religiöse Studien (CRS) der Westfälischen Wilhelms-Universität in Münster. Vor ihm hatte Anastasios Kallis diesen Lehrstuhl inne.

## Mitgliedschaften
- Informelle ökumenische Arbeitsgruppe des Libanon (2002).
- Theologisches Forum Christentum-Islam (2004)
- Gesellschaft zum Studium des Christlichen Ostens (GSCO) (2006)
- Internationale ökumenische Arbeitsgruppe Sankt Ireneaus, (2006)
- Internationale Vereinigung orthodoxer Professoren der Dogmatik (2007)
- Wissenschaftlicher Beirat der interdisziplinären Forschungsstelle Key Concepts in Interreligious Discourses (KCID) an der Friedrich-Alexander-Universität Erlangen-Nürnberg

## Veröffentlichungen (Auswahl)
- Mit zur Sonne blickenden Augen ... Texte zum libanesischen Aufstand vom 17. Oktober 2019. Berlin 2020.
- Qasem Schneider in Beirut. Geschichten mit Migrationshintergrund. Berlin 2018.
- Verleiblichung und Synergie. Grundzüge der Bibelhermeneutik bei Maximus Confessor, Leiden/Boston/Köln 2003.

Beiträge
- Al-urthudhuks wa-sh-sha'n al-'am. Qira'ah tarikhiyyah wa turuhat mustaqbaliyyah (The Orthodox and Public Issues. Historical Reading and Future Proposals), in: Dhakirat al-kanisah wa-turuhatiha-l-mustaqbaliyyah hawla-l-fann wa-th-thaqafah wash-sha'nil-'am (Church Memory and Her Future Proposals Concerning Art, Culture and Public Matters), Lwaizé-Lebanon 2000, 127–130.
- Hurriyyat al-fikr a-d-dini. Mughamarat Hiwar? (Freedom of Religious Thought. A Dialogue Adventure?), in: Al-hurriyyah fi ab-'adiha al-hadariyyah (Freedom in its Cultural Dimensions), Beirut 2005, 11–29.
- Trennende Differenz vs. versöhnende Synthese. Überlegungen zu einer weniger abgrenzenden Identitätsbestimmung, in: Hansjörg Schmid, Andreas Renz, Jutta Sperber, Duran Terzi (Hrsg.): Identität durch Differenz? Wechselseitige Abgrenzungen in Christentum und Islam (= Theologisches Forum Christentum - Islam), Pustet, Regensburg 2007, 245–253.